# Purola (Vaasa)
Purola est un quartier du district d'Huutoniemi à trois kilomètres du centre-ville de Vaasa en Finlande.

## Présentation
Purola est l'une des plus anciennes zones de maisons individuelles de Vaasa qui a continuer de se construire, le nouveau et l'ancien habitat sont bien intégrés, les résidents louant l'atmosphère de village et l'esprit communautaire. 
Purola est rattaché à Vaasa en 1935, le plan d'urbanisme de la zone date de 1942. 
En 2015, Purola comptait 1 329 habitants.
Purola est situé près de Teeriniemi, Asevelikylä et Sepänkylä. Le centre commercial Kivihaka est situé juste à côté de Purola.

## Lieux et monuments
- Paukkulanpuisto
- Edvininpolku
- Ämmänmäki